# Křakov
Křakov je malá vesnice, část obce Mířkov v okrese Domažlice v Plzeňském kraji. Nachází se asi dva kilometry jihovýchodně od Mířkova. Je zde evidováno 19 adres. V roce 2011 zde trvale žilo 47 obyvatel.
Křakov je také název katastrálního území o rozloze 4,98 km².

## Historie
První písemná zmínka o vesnici pochází z roku 1369.

## Obyvatelstvo
| Rok            | 1869 | 1880 | 1890 | 1900 | 1910 | 1921 | 1930 | 1950 | 1961 | 1970 | 1980 | 1991 | 2001 | 2011 | 2021 |
| -------------- | ---- | ---- | ---- | ---- | ---- | ---- | ---- | ---- | ---- | ---- | ---- | ---- | ---- | ---- | ---- |
| Počet obyvatel | 193  | 181  | 164  | 165  | 190  | 203  | 216  | 109  | 123  | 90   | 33   | 21   | 75   | 47   | 85   |
| Počet domů     | 27   | 28   | 29   | 29   | 28   | 31   | 33   | 37   | 24   | 18   | 11   | 11   | 15   | 16   | 16   |

## Obecní správa
Při sčítání lidu v letech 1850–1959 Křakov byl samostatnou obcí v okrese Horšovský Týn (v letech 1850–1910 Horšův Týn). V letech 1960–1971 byl částí obce Semněvice v okrese Domažlice. Od 26. listopadu 1971 do 30. června 1980 byl částí obce Mířkov v okrese Domažlice, kdy se konaly obecní volby. Od 1. července 1980 do 23. listopadu 1990 byl znovu částí obce Semněvice v okrese Domažlice. Od 24. listopadu 1990 je opět částí obce Mířkov v okrese Domažlice. V letech 1850–1880 k obci patřil Mířkov.

## Pamětihodnosti
- Kostel svatého Václava